# Synagoga w Lelowie
Synagoga w Lelowie – dom modlitwy znajdujący się w Lelowie, przy ulicy Ogrodowej 3, naprzeciwko nieistniejącego obecnie starego cmentarza żydowskiego.
Na początku lat 90. XX wieku budynek spółdzielni inwalidów, który stał na miejscu starej synagogi został zakupiony przez lelowskich chasydów. Jedno z jego pomieszczeń przystosowano do potrzeb prowizorycznego domu modlitwy.
Synagoga użytkowana jest wyłącznie w okresie pielgrzymek do grobu cadyka Dawida Bidermana Lelowera. Wówczas to przywożone są zwoje Tory oraz niezbędny sprzęt do odprawiania modłów, który po uroczystościach jest zabierany z powrotem. Wewnątrz budynku mieści się również rytualna mykwa.